# Surkirsebær
Surkirsebær (Prunus cerasus) er et 6-8 meter højt træ med hængende grene. Arten ligner fuglekirsebær, men bladene er blanke på oversiden. Frugterne er sortrøde og saftige, men syrlige.

## Beskrivelse
Surkirsebær er et lille, løvfældende træ med kort stamme og en uregelmæssig krone. De yngre grene og skuddene er tynde og overhængende. Barken er først lysegrøn og hårløs, men snart bliver den brun og blank med lyse korkporer. Ældre grene får efterhånden en grålig bark med tværgående bånd af korkporer. Stammer og gamle grene får en grå, furet bark. Træet danner både bladbærende langskud og blomster- og bladbærende kortskud.
Knopperne sidder spredt (på kortskuddene næsten klyngeagtigt), og de er spidst ægformede og brune. Bladene er ovale med tydelig spids og savtakket rand. Oversiden er mærkegrøn og blank, mens undersiden er noget lysere og mat. Høstfarven er gul til brun. Blomstringen sker i maj, hvor de rent hvide, 5-tallige blomster sidder i bundter på kortskuddene. Frugten er en sortrød stenfrugt.
Rodnettet er kraftigt og dybtgående, men som regel sælges træet podet på grundstammer af fuglekirsebær, hvis rodnet det så overtager. Arten fremkalder jordtræthed.
Højde x bredde og årlig tilvækst: 8 x 8 m (50 x 50 cm/år).

## Voksested
Surkirsebær hører hjemme i Syd- og Sydøsteuropa og i bjergskove i Mellemøsten på Kaukasus. I Danmark er den dyrket og findes desuden forvildet hist og her i hele landet.
I biosfærereservatet Laciana-dalen i provinsen León, Spanien, findes arten sammen med bl.a. akselrøn, liguster, duneg, gul ensian, lægesalvie, martsviol, påskelilje, rosmarin, skovæble, smalbladet ask, vellugtende kamille og ægte valnød.

## Sygdomme
Surkirsebær er meget modtagelig for svampesygdommen Grå monilia, der kan dræbe grensystemer og hele træer.

## Sorter
Frugterne kaldes "kirsebær" eller "surkirsebær".
- 'Karneol' – ny sort med mørkerøde bær
- 'Montmorency' – ny sort med lyse, røde bær
- 'Skyggemorel' – gammel dansk sort med mørkt brunrøde bær
- 'Stevnsbær' – gammel dansk sort med røde bær

| Portal | Portal:Botanik |

## Note
1. ↑  Fundación Laciana: Entorno del Valle de Laciana Arkiveret 31. marts 2008 hos  Wayback Machine (spansk)